# Partido di Salto
Il partido di Salto è un dipartimento (partido) dell'Argentina facente parte della provincia di Buenos Aires. Il capoluogo è Salto.